# 克罗内克δ函数
在数学中，克罗内克函数（又称克罗内克δ函数、克罗内克δ）{\displaystyle \delta _{ij}\,\!} 是一个二元函数，得名于德国数学家利奥波德·克罗内克。克罗内克函数的自变量（输入值）一般是两个整数，如果两者相等，则其输出值为1，否则为0。
{\displaystyle \delta _{ij}=\left\{{\begin{matrix}1&(i=j)\\0&(i\neq j)\end{matrix}}\right.\,\!} 。
克罗内克函数的值一般简写为 {\displaystyle \delta _{ij}\,\!} 。
克罗内克函数和狄拉克δ函数都使用δ作为符号，但是克罗内克δ用的时候带两个下标，而狄拉克δ函数则只有一个变量。

## 其它记法
另一种标记方法是使用艾佛森括号（得名于肯尼斯·艾佛森）：
{\displaystyle \delta _{ij}=[i=j]\,\!} 。
同时，当一个变量为0时，常常会被略去，记号变为 {\displaystyle \delta _{i}\,\!} ：
{\displaystyle \delta _{i}=\left\{{\begin{matrix}1,&{\mbox{if }}i=0\\0,&{\mbox{if }}i\neq 0\end{matrix}}\right.\,\!} 。
在线性代数中，克罗内克函数可以被看做一个张量，写作 {\displaystyle \delta _{j}^{i}\,\!} 。

## 数字信号处理

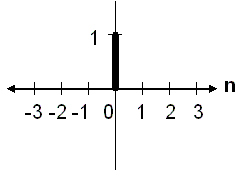
冲激函数

类似的，在数字信号处理中，与克罗内克函数等价的概念是变量为 {\displaystyle \mathbb {Z} \,\!} (整数)的函数：
{\displaystyle \delta [n]={\begin{cases}1,&n=0\\0,&n\neq 0\end{cases}}\,\!} 。
这个函数代表着一个冲激或单位冲激。当一个数字处理单元的输入为单位冲激时，输出的函数被称为此单元的冲激响应。

## 性质
克罗内克函数有筛选性：对任意 {\displaystyle j\in \mathbb {Z} \,\!} ： 
{\displaystyle \sum _{i=-\infty }^{\infty }\delta _{ij}a_{i}=a_{j}\,\!} 。
如果将整数看做一个装备了计数测度的测度空间，那么这个性质和狄拉克δ函数的定义是一样的：
{\displaystyle \int _{-\infty }^{\infty }\delta (x-y)f(x)dx=f(y)\,\!} 。
实际上，狄拉克δ函数是根据克罗内克函数而得名的。在信号处理中，两者是同一个概念在不同的上下文中的表现。一般设定 {\displaystyle \delta (t)\,\,\!} 为连续的情况（狄拉克函数） ，而使用i, j, k, l, m, and n 等变量一般是在 离散的情况下（克罗内克函数）。

### 线性代数中的应用
在线性代数中，单位矩阵可以写作 {\displaystyle (\delta _{ij})_{i,j=1}^{n}\,\!} 。 
在看做是张量时（克罗内克张量），可以写作 {\displaystyle \delta _{j}^{i}\,\!} 。
这个(1,1)向量表示:
- 作为线性映射的单位矩阵。
- 迹数。
- 内积 {\displaystyle V^{*}\otimes V\to K\,\!} 。
- 映射 {\displaystyle K\to V^{*}\otimes V\,\!} ，将数量乘积表示为外积的形式。

## 廣義克羅內克函數
定義廣義克羅內克函數為 {\displaystyle n\times n\,\!} 矩陣的行列式，以方程式表達為
{\displaystyle \delta _{i_{1}i_{2}\dots i_{n}}^{j_{1}j_{2}\dots j_{n}}={\begin{bmatrix}\delta _{i_{1}}^{j_{1}}\delta _{i_{2}}^{j_{1}}&\cdots &\delta _{i_{n}}^{j_{1}}\\\delta _{i_{1}}^{j_{2}}\delta _{i_{2}}^{j_{2}}&\cdots &\delta _{i_{n}}^{j_{2}}\\\vdots &\ddots &\vdots \\\delta _{i_{1}}^{j_{n}}\delta _{i_{2}}^{j_{n}}&\cdots &\delta _{i_{n}}^{j_{n}}\\\end{bmatrix}}\,\!} ；
其中，{\displaystyle \delta _{j}^{i}\,\!} 是個張量函數，定義為 {\displaystyle \delta _{j}^{i}\ {\stackrel {def}{=}}\ \delta _{ij}\,\!} 。
以下列出涉及廣義克羅內克函數的一些恆等式：
- {\displaystyle \delta _{imn}^{ijk}=\delta _{mn}^{jk}=\delta _{m}^{j}\delta _{n}^{k}-\delta _{n}^{j}\delta _{m}^{k}\,\!} 。
- {\displaystyle \delta _{ijm}^{ijk}=2\delta _{m}^{k}\,\!} 。
- {\displaystyle \delta _{ijk}^{ijk}=6\,\!} 。
- {\displaystyle \delta _{lmn}^{ijk}=\epsilon ^{ijk}\epsilon _{lmn}\,\!} ；

其中，{\displaystyle \epsilon ^{ijk}\,\!} 和 {\displaystyle \epsilon _{lmn}\,\!} 是列維-奇維塔符號。
- {\displaystyle \delta _{i_{1}i_{2}\dots i_{n}}^{j_{1}j_{2}\dots j_{n}}=\epsilon ^{j_{1}j_{2}\dots j_{n}}\epsilon _{i_{1}i_{2}\dots i_{n}}\,\!} 。
- {\displaystyle \delta _{i_{1}i_{2}\dots i_{n}}^{12\dots n}=\epsilon _{i_{1}i_{2}\dots i_{n}}\,\!} 。
- {\displaystyle \delta _{i_{1}i_{2}\dots i_{n}}^{j_{1}j_{2}\dots j_{n}}T_{j_{1}j_{2}\dots j_{n}}=n!\ T_{i_{1}i_{2}\dots i_{n}}\,\!} ；

其中，{\displaystyle T_{j_{1}j_{2}\dots j_{n}}\,\!} 是 {\displaystyle n\,\!} 階張量。

## 积分表示
对任意的整数 {\displaystyle n\,\!} ，运用标准的留数计算，可以将克罗内克函数表示成积分的形式：
{\displaystyle \delta _{x,n}={\frac {1}{2\pi i}}\oint z^{x-n-1}dz\,\!} ；
其中积分的路径是围绕零点逆时针进行。
这个表示方式与下面的另一形式等价：
{\displaystyle \delta _{x,n}={\frac {1}{2\pi }}\int _{0}^{2\pi }e^{i(x-n)\varphi }d\varphi \,\!} 。